# Fake Plastic Trees
Fake Plastic Trees è un singolo della band inglese dei Radiohead. Si tratta del terzo estratto dal secondo album del gruppo, The Bends. Fake Plastic Trees è considerata un punto di svolta nella carriera dei primi Radiohead, che si allontanarono dalle sonorità post-grunge del loro primo singolo Creep. La canzone si è inoltre piazzata alla posizione #376 nella classifica delle 500 migliori canzoni di sempre curata dalla rivista Rolling Stone nel 2004.

## Genesi e produzione
Pare che la canzone sia stata scritta pensando al mondo del commercio e del consumismo di massa. Secondo il cantante Thom Yorke, l'ispirazione è venuta pensando a Canary Wharf, importante centro direzionale situato al centro della città di Londra.
La canzone nacque subito dopo aver assistito ad un concerto di Jeff Buckley; appena il gruppo tornò in studio Thom Yorke registrò le parti vocali in due riprese.
Uno dei motivi principali alla base della frustrazione dei membri della band era dovuta alla loro compagnia discografica, la Capitol Records - responsabile della distribuzione americana dei lavori della band - che voleva una traccia forte da piazzare nelle playlist radiofoniche americane. Sorpreso del fatto che fosse proprio la lenta Fake Plastic Trees il candidato numero uno come successore di Creep, Yorke comprese alla fine che la versione distribuita in America sarebbe stata un remix. Solo dopo una forte insistenza da parte del frontman, si decise di diffondere oltreoceano la versione originale del brano.

## Tracce

### CD 1
1. Fake Plastic Trees - [4:50]
2. India Rubber - [3:26]
3. How Can You Be Sure? - [4:21]

### CD 2
1. Fake Plastic Trees - [4:50]
2. Fake Plastic Trees (acustica) - [4:41]
3. Bullet Proof..I Wish I Was (acustica) - [3:34]
4. Street Spirit (Fade Out) (acustica) - [4:26]

## Classifiche
| Classifica (1995)         | Posizione massima |
| ------------------------- | ----------------- |
| Nuova Zelanda             | 22                |
| Regno Unito               | 20                |
| Stati Uniti (alternative) | 11                |